# Maximilian din Celje

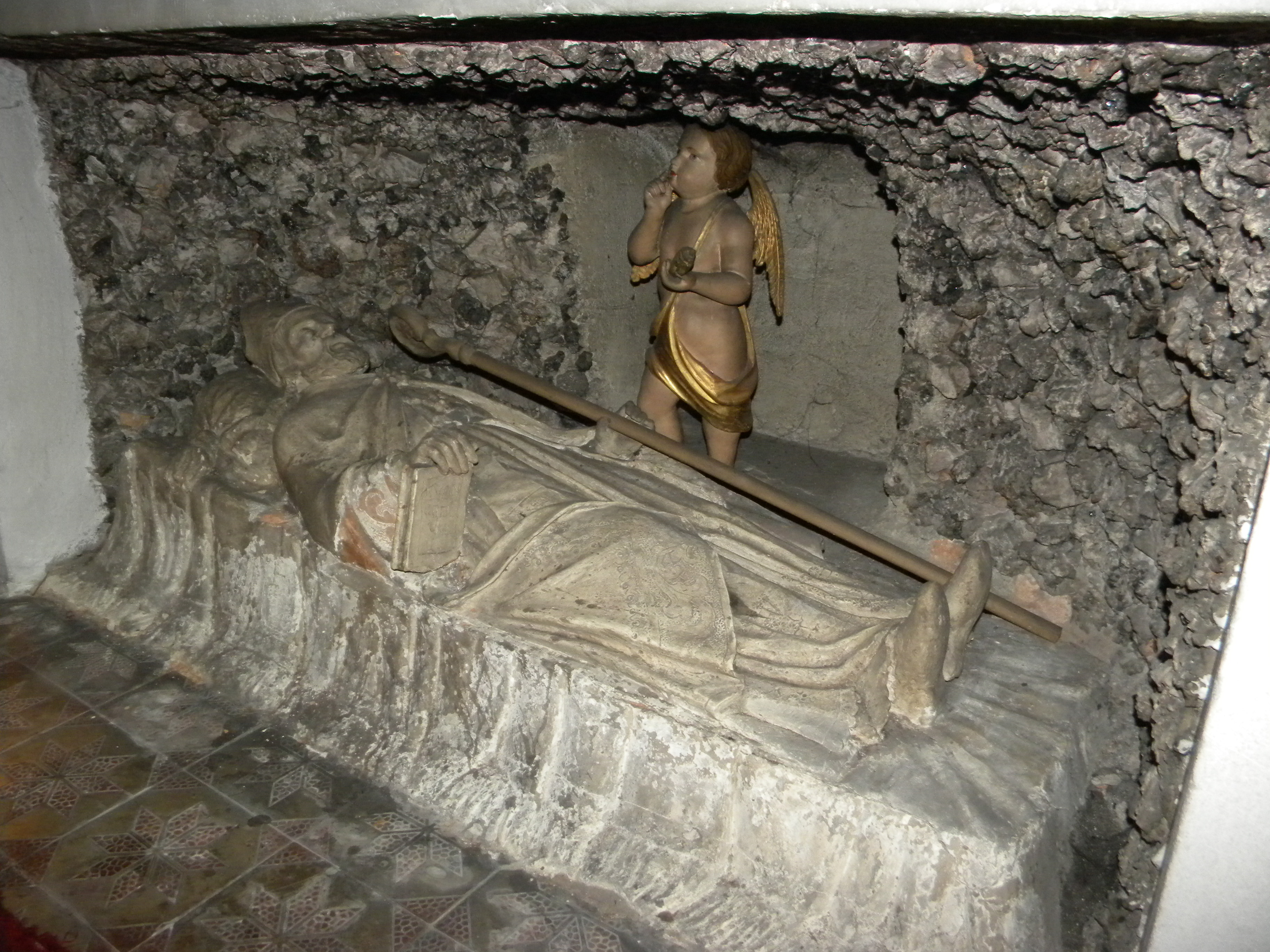
Mormântul sfântului Maximilian din Celje, Slovenia

Maximilian (latină: Maximilianus) (născut în Celeia, Pannonia, Imperiul Roman acum Celje, Slovenia - decedat la 12 octombrie 284, Celeia) este un sfânt al Bisericii Catolice care este sărbătorit la 12 octombrie.

## Biografie
S-a născut într-o familie bogată din Celeia. Este creștinat de către un preot pe nume Orianus. După moartea părinților săi, oferă libertatea sclavilor din casa tatălui său. Ca adult a făcut un plelerinaj la Roma. Papa Sixt al II-lea l-a trimis într-o misiune de creștinare la Lorch, provincia Noricum unde a fondat o biserică. Maximilian a fost decapitat de prefectul local al împăratului Numerian după ce a refuzat să abandoneze creștinismul și să facă sacrificii zeilor păgâni ai orașului. Este pomenit la 12 octombrie (și, în unele locuri la 29 octombrie).
Cultul lui Maximilian din Celje datează cel puțin din secolul al VIII-lea. În acest secol, Sfântul Rupert a construit o biserică în cinstea lui, la Bischofshofen, pe valea râului Salzach, și a adus moaștele sale acolo. Acestea au fost ulterior mutate la Passau, în 985.

## Legături externe
- de  Biografie (Bavaria Sancta) (Ex Ruinarti Act. Martyrum.)